# Наконечний Олександр Омелянович
Олександр Омелянович Наконечний (23 квітня 1887 — † ?) — сотник, військовий льотчик Армії УНР.

## Біографія
Закінчив Одеське міське училище.

## На службі РІА
Закінчив школу авіації воєнного часу Імператорського Московського товариства повітроплавства (1914), навчався у Севастопольській військовій авіаційній школі (1916, 1917).
Під час Першої світової війни служив у 13-му корпусному авіаційному загоні, брав участь у повітряних боях, був нагороджений орденом Святого Георгія 4-го ступеня (29 травня 1917, за здійснення бомбардування ст. Єловка 26 листопада 1916).

## На службі УНР
З 16 грудня 1917 — командир 1-го Українського авіаційного загону військ Центральної Ради, за кілька днів перейшов на роботу до Центральної Ради. З 16.04.1918 — начальник авіації УНР, згодом — авіації Української Держави (до 27 серпня 1918).
Від 25 грудня 1918 — інспектор авіації УНР, від червня 1919 р. — начальник Військово-авіаційної школи УНР. У липні 1919 р. призначений командиром 4-го бойового авіаційного загону, з 16 серпня 1919 — інспектор авіації Дієвої армії УНР та Галицької армії.
1 листопада 1919 звільнений з посади інспектора через профнепридатність, повернувся на посаду командира 4-го авіаційного загону.
Подальша доля невідома.